# BR-486
A BR-486, também conhecida como Rodovia Antônio Heil (até o km 65,4) e Rodovia Antônio Goedert (do km 65,4 até o km 107,8), é uma rodovia de ligação que conecta o município de Itajaí, a partir da BR-101, ao município de Presidente Nereu, passando por Brusque, Botuverá e Vidal Ramos, todos localizados na região do Vale do Itajaí, totalizando aproximadamente 107,8 km de extensão. Apenas o trecho entre Itajaí, Brusque e Botuverá (até o Parque Grutas e Cavernas de Botuverá) é pavimentado em pista simples; o restante possui leito natural. Há também um trecho entre Vidal Ramos e Ituporanga, que se estende até a BR-282.
Em 2015, iniciaram-se as obras de duplicação da Rodovia Antônio Heil no trecho de 21 quilômetros entre a BR-101 em Itajaí e Brusque, o segmento mais movimentado da rodovia. Após cinco anos de trabalho, a duplicação foi concluída e inaugurada em outubro de 2020, com um investimento de R$ 165,5 milhões pelo Governo do Estado de Santa Catarina.
Em novembro de 2021, foi sancionada a Lei nº 18.243, que denominou o trecho da SC-486 entre os municípios de Botuverá (km 65,4) e Vidal Ramos (km 107,8, no entroncamento com a SC-110) como Rodovia Antônio Goedert.
Em setembro de 2024, foi publicado o edital de licitação para a elaboração do projeto de pavimentação asfáltica de mais de 35 quilômetros da SC-486, no trecho que liga os municípios de Botuverá e Vidal Ramos. Esse projeto visa estabelecer uma ligação inter-regional, conectando as regiões Oeste e Serrana do Estado, beneficiando a conexão entre Ituporanga/Rio do Sul e Itajaí.
Em outubro de 2024, iniciaram-se as obras de construção de alças de acesso e viadutos na interseção da BR-101 com a Rodovia Antônio Heil, em Itajaí. O projeto prevê a construção de quatro eixos viários de entrada e saída da BR-101, uma ponte sobre o rio Canhanduba II e dois viadutos, com o objetivo de melhorar a fluidez do tráfego e beneficiar a cadeia logística da região. O investimento total é de R$ 60,4 milhões, com previsão de conclusão em 2025.
Em fevereiro de 2025, a Secretaria de Estado da Infraestrutura e Mobilidade (SIE) concluiu as concorrências para os projetos de asfaltamento de dois segmentos de rodovias em Santa Catarina, incluindo o trecho de 34,5 km da SC-486 entre Vidal Ramos e Botuverá. A próxima etapa será a assinatura dos contratos para a elaboração dos projetos, que, uma vez concluídos, permitirão a contratação das obras de pavimentação. Esse projeto tem o potencial de estabelecer uma ligação inter-regional, conectando as regiões Oeste e Serrana do Estado, beneficiando a ligação entre Ituporanga/Rio do Sul e Itajaí.